# Matroesjka

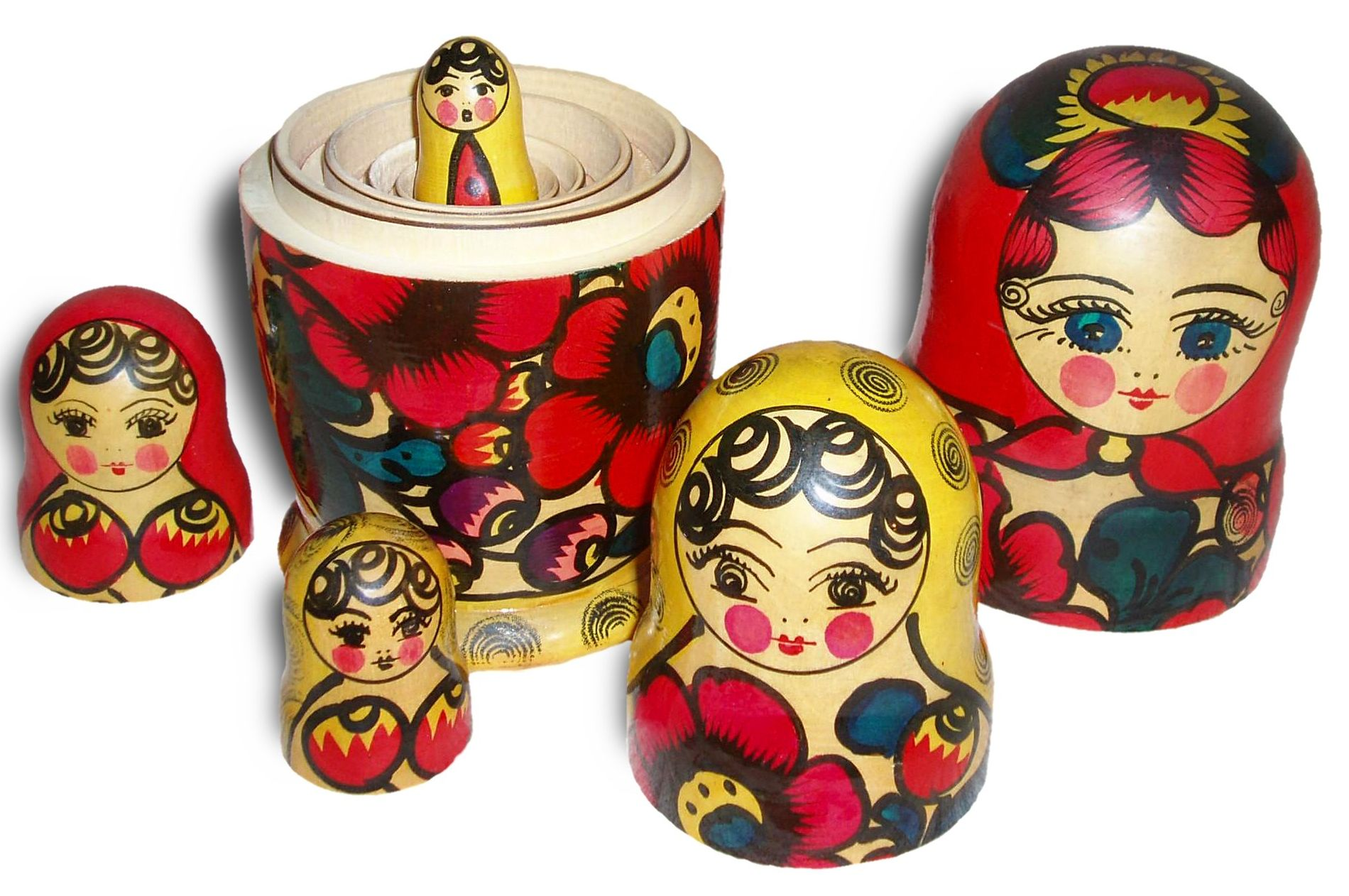
Opengemaakte matroesjka

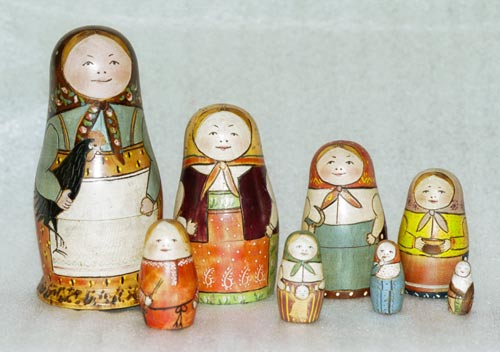
Het eerste setje matroesjka's (1892)

Een matroesjka (Russisch: матрёшка) is een holle houten pop die onderdeel is van een reeks steeds kleinere in elkaar passende poppen. De poppen kunnen opengemaakt worden door middel van een naad in de "buik", behalve de kleinste, die vaak als baby is beschilderd. Een matroesjka bestaat doorgaans uit zeven of acht poppetjes, maar ook andere aantallen komen voor. De prijs van de poppen is afhankelijk van het formaat, het aantal poppetjes in de set (variërend van vier tot enkele tientallen), en de kwaliteit van de afbeelding/de onderwerpen. Het zijn geliefde souvenirs bij toeristen die Rusland bezoeken.
De traditionele matroesjka beeldt een boerenmeisje (of -jongen, met uitzondering van het buitenste poppetje, dat altijd een meisje is) in traditionele kleding uit. Op de buik van ieder poppetje staat een figuratieve afbeelding of een schildering met een bepaald thema. Belangrijk is in dat geval dat ieder poppetje een afbeelding toont die onderdeel vormt van de set, maar geen kleinere kopie is van een van de voorgaande. Traditionele onderwerpen zijn kerken, bezienswaardigheden, sprookjes en religieuze afbeeldingen. De varianten met politici, sporters en andere bekende personen zijn vaak cartoonesk beschilderd, in tegenstelling tot traditionele matroesjka's. De poppen zijn vervaardigd van berken- of lindenhout.

## Geschiedenis
Matroesjka's worden sinds circa 1890 in Rusland vervaardigd. De meubelmaker Vasili Petrovitsj Zvjozdotsjkin en de schilder Sergei Vasiljevitsj Maljoetin waren de eersten die matroesjka's in Rusland maakten, mogelijk in opdracht van de industrieel Savva Mamontov. Het idee is waarschijnlijk afgeleid van traditionele Japanse gelukspoppetjes. Ze waren bedoeld als kinderspeelgoed. Op de Exposition Universelle van 1900 in Parijs toonde de vrouw van Mamontov de poppetjes. Ze werden bekroond met een bronzen medaille. Dit was het begin van de populariteit van de matroesjka.

## Herkomst van de naam
De naam "matroesjka" is afkomstig van het Russische woord matrjosjka (матрёшка), dat het koosnaampje is van Matrjona, een boerinnennaam. Het woord baboesjka (ru: Ба́бушка), dat in Nederland veelvuldig voor dit poppetje wordt gebruikt, is weliswaar Russisch, maar heeft een andere betekenis: grootmoeder.

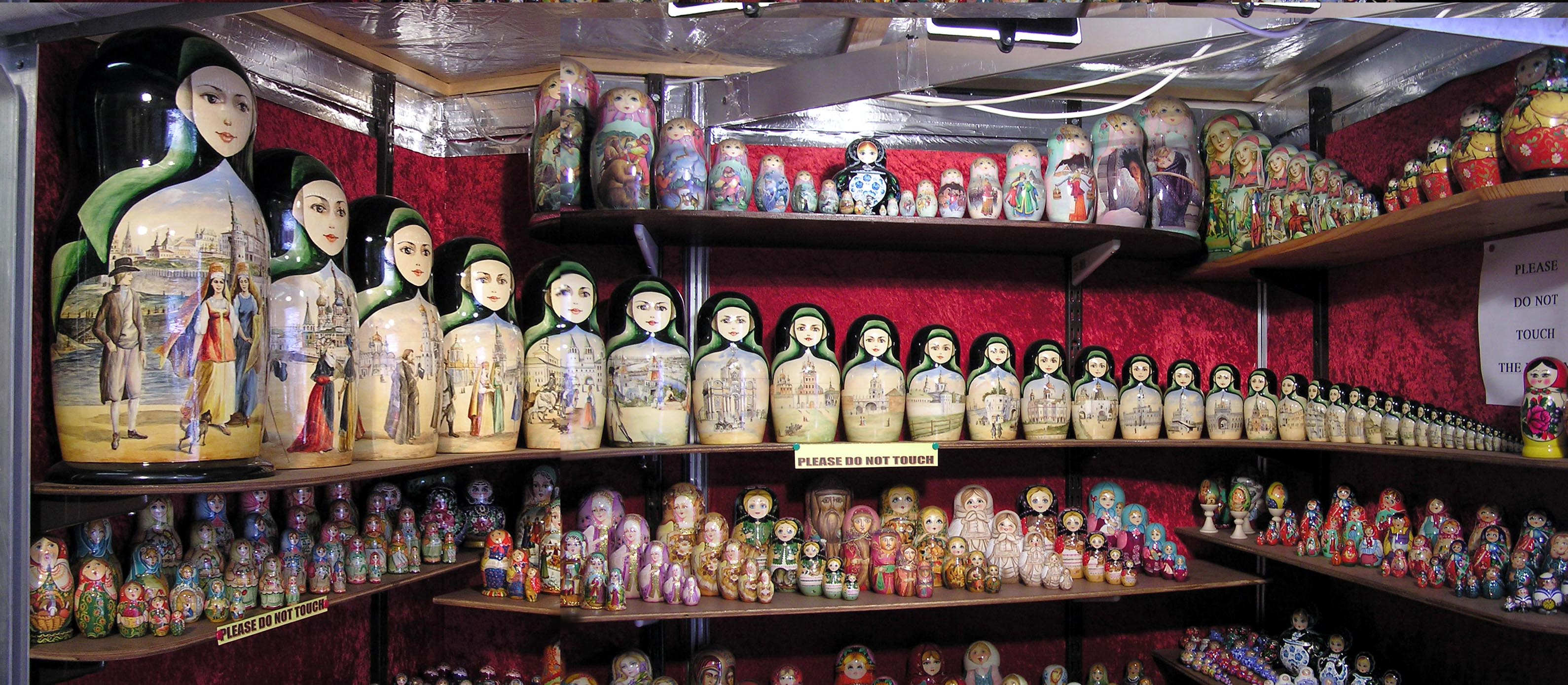